# Emprepes sudanalis
Emprepes sudanalis is een vlinder uit de familie grasmotten (Crambidae). De wetenschappelijke naam van deze soort is voor het eerst geldig gepubliceerd in 1917 door Zerny.
De soort komt voor in tropisch Afrika.